# Յ
Hi, o Yi (mayúscula: Յ; minúscula: յ; en armenio: հի; en armenio clásico: յի) es la vigesimoprimera letra del alfabeto armenio. Representa la aproximante palatal sonora /j/, o la fricativa glotal sorda /h/ al principio de palabra y muda al final de palabra en la ortografía armenia clásica. Se suele ser romanizado con la letra H, J o Y. Creada por Mesrop Mashtots en el siglo V d. C., tiene un valor numérico de 300.

## Galería

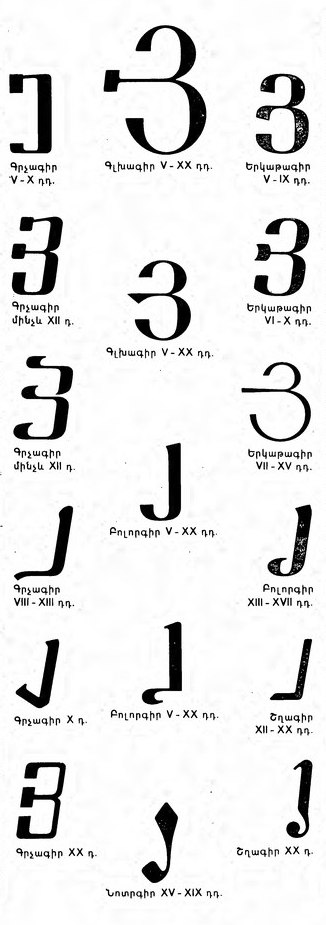
Varias fuentes históricas

Erkat'agir
Grchagir
Bolorgir
Notrgir
Shghagir
Forma tipográfica
Forma manuscrita

## Codificación
| Carácter      | Յ                          | Յ                          | յ                        | յ                        |
| ------------- | -------------------------- | -------------------------- | ------------------------ | ------------------------ |
| Unicode       | ARMENIAN CAPITAL LETTER YI | ARMENIAN CAPITAL LETTER YI | ARMENIAN SMALL LETTER YI | ARMENIAN SMALL LETTER YI |
| Codificación  | decimal                    | hex                        | decimal                  | hex                      |
| Unicode       | 1349                       | U+0545                     | 1397                     | U+0575                   |
| UTF-8         | 213 133                    | D5 85                      | 213 181                  | D5 B5                    |
| Ref. numérica | &#1349;                    | &#x545;                    | &#1397;                  | &#x575;                  |